# What's Your Story?
"What's Your Story?" é o primeiro episódio da quarta temporada da série de televisão de terror pós-apocalíptico Fear the Walking Dead, que foi exibido originalmente na AMC em 15 de abril de 2018. O episódio foi escrito por Scott M. Gimple, Andrew Chambliss e Ian Goldberg e dirigido por John Polson.
Este episódio marca o início de um novo ciclo na série e a primeira aparição de Lennie James (Morgan Jones), em Fear the Walking Dead após sua saída de The Walking Dead após a oitava temporada, tornando-se o primeiro crossover entre os dois shows. Também marca a primeira aparição de Garret Dillahunt (John Dorie) e Maggie Grace (Althea), bem como o retorno de Danay García (Luciana Galvez) que esteve ausente desde "Burning in Water, Drowning in Flame", embora ela tenha feito uma aparição em "Sleigh Ride" em uma sequência de sonhos. Este episódio marca a primeira e única aparição de Rick Grimes, Carol Peletier e Paul "Jesus" Rovia, personagens de The Walking Dead.

## Enredo
No frio, vemos um homem solitário, John Dorie, lendo um livro até ouvir um galho quebrar. Ele pergunta se alguém está lá e ninguém responde. Quando John volta a ler seu livro, ele ouve algo andando e imediatamente atira, revelando Morgan Jones, que estava prestes a matá-lo. John pergunta a Morgan: "Então, qual é a sua história?"
Pouco depois da guerra com os Salvadores, Morgan Jones decide isolar-se de todos os outros, e depois de conversar com Jesus, Carol e Rick, Morgan deixa sua comunidade na Virgínia. Enquanto Morgan se prepara para ir mais longe, ele pensa brevemente em ficar, mas finalmente decide fugir, indo para a fronteira do Texas, onde vê um homem ferido tremendo em um carro. Morgan deixa água e uma toalha, mas o homem ferido se recusa, dizendo a Morgan que neste mundo eles estão sempre sozinhos. Morgan tira os itens e continua andando. Naquela noite, Morgan conhece John Dorie, que lhe oferece abrigo para a madrugada. Com alguma relutância, Morgan concorda em dormir a noite na caminhonete de John, mas mais tarde, quando John dorme, ele sai e é capturado por um homem chamado Leland e um pequeno grupo de sobreviventes. John vai salvar Morgan, mas também acaba sendo capturado; eles são salvos por uma mulher chamada Althea, que dirige um veículo da SWAT. Althea diz a Morgan e John que ela é jornalista e quer ter suas histórias diante das câmeras.
Na manhã seguinte, John diz a Althea que ele está em uma missão para encontrar sua namorada, Laura. Quando Althea pede a história de Morgan, ele se recusa e decide sair e voltar a ir sozinho. John o alcança para lhe dar novos pares de meias, mas Morgan percebe que eles estão sendo emboscados. Eles são então mantidos sob a mira de Leland e seus homens. Morgan usa sua lança para atacar, dando a John tempo para atirar de volta. Um tiroteio rápido segue, e Morgan é baleado na perna por um dos homens de Leland. Depois de uma breve luta, eles caem e o homem começa a ser devorado pelos caminhantes até que Morgan pega uma granada de um andador e joga nos caminhantes. Ele corre para o banheiro para se proteger enquanto a explosão mata os caminhantes e o homem. Do lado de fora, John está lidando com os caminhantes, enquanto Althea e Leland estão brigando pelas chaves do veículo da SWAT. Althea joga um conjunto de chaves e Leland, acreditando que são as chaves para o veículo da SWAT, vai para o veículo e é mordido por uma cascavel. Ele é eventualmente cercado e atacado pela manada de caminhantes. Althea usa metralhadoras no veículo da SWAT para atirar nos caminhantes, enquanto Morgan e John tentam se proteger.
Depois que o tiroteio termina, Althea, John e Morgan continuam na estrada até que Morgan pede para parar. Morgan então conta sua história de Atlanta, Virgínia e as comunidades, o rei e um tigre, a guerra com os Salvadores, até a parte em que ele vai embora. Morgan decide parar, mas Althea continua perguntando do que ele está tentando fugir. Morgan decide sair. Althea pede a Morgan para dizer a ela uma coisa real. Ele responde: "Eu perco pessoas e depois me perco", e se afasta. Novamente por conta própria, Morgan continua andando até ver o carro em que o homem ferido estava. Ele vê um caminhante o segue, mas dois caminhantes o notam. Morgan tenta mancar, mas cai junto ao seu bastão. John o salva e diz a Morgan que ele está errado sobre ficar sozinho. Morgan continua em direção ao caminhante à frente, a quem ele percebe ser o homem ferido. Por misericórdia, Morgan o enterra e concorda em acompanhar Althea e John até que sua perna se cure. Ao longo do caminho uma mulher é vista rastejando no chão e Althea para o caminhão. A mulher é Alicia Clark. Morgan, John e Althea são cercados por Nick Clark, Victor Strand e Luciana Galvez. Althea pergunta a Alicia: "Então, qual é a sua história?", e o episódio termina.

## Produção
Em 14 de abril de 2017, a AMC renovou a série para uma quarta temporada de 16 episódios e anunciou que Andrew Chambliss e Ian Goldberg substituiriam Dave Erickson como showrunner. A produção começou em novembro de 2017 em Austin, Texas. Michael E. Satrazemis, diretor de fotografia de The Walking Dead e diretor de 12 episódios, se juntou a Fear the Walking Dead como produtor-diretor.
Em novembro de 2017, foi relatado que Lennie James, que interpreta Morgan Jones em The Walking Dead, iria se unir ao elenco principal na quarta temporada. A quarta temporada também vê os acréscimos de vários novos regulares da série, interpretados por Garret Dillahunt, Jenna Elfman, e Maggie Grace.

## Recepção
"What's Your Story?" recebeu aclamação da crítica. Matt Fowler, da IGN, deu a "What's Your Story?" uma classificação de 8,3/10, afirmando; "Fear the Walking Dead foi esperto em ter Morgan se juntando a alguns novos personagens antes dele colidir com a equipe de Madison. Isso nos permitiu conhecer alguns rostos novos (incluindo o grande John de Garret Dillahunt) e conhecê-los no contexto de Morgan antes que o martelo caísse no final e a conexão final com o antigo elenco e a história fossem reveladas."

### Audiência
O episódio foi visto por 4.09 milhões de telespectadores nos Estados Unidos em sua data original de transmissão, muito acima dos episódios anteriores de 2,23 milhões de espectadores.